# Liste des cavités naturelles les plus longues d'Allemagne

Allemagne.

La liste des cavités naturelles les plus longues d'Allemagne recense sous la forme d'un tableau, les cavités souterraines naturelles connues, dont le développement est supérieur ou égal à six milles mètres.
La communauté spéléologique considère qu'une cavité souterraine naturelle n'existe vraiment qu'à partir du moment où elle est « inventée » c'est-à-dire découverte (ou redécouverte), inventoriée, topographiée et publiée. Bien sûr, la réalité physique d'une cavité naturelle est la plupart du temps bien antérieure à sa découverte par l'homme ; cependant tant qu'elle n'est pas explorée, mesurée et révélée, la cavité naturelle n'appartient pas au domaine de la connaissance partagée.
La liste spéléométrique des plus longues cavités naturelles d'Allemagne (≥ 6 000 m) est  actualisée fin 2020.
La plus longue cavité répertoriée en Allemagne dépasse les 20 kilomètres de développement ; il s'agit du Riesending-Schachthöhle (cf. ligne 1 du tableau ci-dessous).

## Cavités allemandes de développement supérieur ou égal à6 000 mètres
14 cavités sont recensées au 17-03-2023.
| Réf. | Cavités                                     | Cantons                     | Districts / Communes Massifs | Coordonnées (WGS 84)         | Dével. (en mètres) | Déniv. (en mètres) | Sources ou références                  | Mises à jour |
| ---- | ------------------------------------------- | --------------------------- | --- | ---------------------------- | ------------------ | ------------------ | -------------------------------------- | ------------ |
| 1    | Riesending-Schachthöhle (de)                | Bavière                     | Arrondissement du Pays-de-Berchtesgaden / Bischofswiesen Préalpes NE / Alpes de Berchtesgaden / Untersberg (de)Schwytz / Muotathal Alpes | 47° 41′ 54″ N, 12° 59′ 00″ E | +023 900, m        | +1 149, m          | VdHK & Arge Grabenstetten              | 2023-03      |
| 2    | Blauhöhlensystem (de)                       | Bade-Wurtemberg             | Arrondissement d'Alb-Danube / District de Tübingen / Blaubeuren Jura souabe                                                              | 48° 24′ 59″ N, 9° 47′ 02″ E  | +016 709, m        | +0123, m           | VdHK & Arge Grabenstetten              | 2023-03      |
| 3    | Fuchslabyrinth (de)                         | Bade-Wurtemberg             | Arrondissement de Schwäbisch Hall / Schrozberg / Schmalfelden (de) Neckar- und Tauber-Gäuplatten (de) / Hohenloher Ebene (de)            | 49° 19′ 41″ N, 10° 01′ 33″ E | +014 278, m        | +0020, m           | VdHK & Arge Grabenstetten              | 2023-03      |
| 4    | Système de Herbstlabyrinth-Adventhöhle (de) | Hesse                       | Westerwald | 50° 41′ 16″ N, 8° 12′ 23″ E  | +013 070, m        | +0092, m           | VdHK & Arge Grabenstetten              | 2023-03      |
| 5    | Hölloch (de)                                | Bavière                     | District de Brégence / Mittelberg & District de Souabe / Arrondissement d'Oberallgäu / Oberstdorf Préalpes NE / Alpes d'Allgäu           | 47° 22′ 40″ N, 10° 09′ 01″ E | +012 900, m        | +0452, m           | VdHK & Arge Grabenstetten & hoehle.org | 2023-03      |
| 6    | Mühlbachquellhöhle (de)                     | Bavière                     | Jura franconien | 49° 01′ 21″ N, 11° 37′ 12″ E | +010 420, m        | NC m               | VdHK, Arge Grabenstetten & Länge       | 2023-03      |
| 7    | Salzgrabenhöhle (de)                        | Bavière                     | Alpes de Berchtesgaden / Steinernes Meer                                                                                                 | 47° 31′ 27″ N, 12° 57′ 19″ E | +009 012, m        | +0414, m           | VdHK & Arge Grabenstetten              | 2023-03      |
| 8    | Hessenhaudoline (de)                        | Bade-Wurtemberg             | Jura franconien | 48° 26′ 34″ N, 9° 45′ 55″ E  | +008 365, m        | +0148, m           | VdHK & Arge Grabenstetten              | 2023-03      |
| 9    | Windloch im Mühlenberg (de)                 | Rhénanie-du-Nord-Westphalie | Engelskirchen | 50° 59′ 40″ N, 7° 27′ 05″ E  | +008 256, m        | +0060, m           | VdHK & Arge Grabenstetten              | 2023-03      |
| 10   | Eisrohrhöhle-Bammelschacht-System           | Bavière                     | Alpes de Berchtesgaden / Steinernes Meer                                                                                                 | 47° 38′ 13″ N, 12° 47′ 29″ E | +007 861, m        | +0496, m           | VdHK & Die Höle                        | 2023-03      |
| 11   | Schneebläser                                | Bavière                     | |                              | +007 260, m        | +0250, m           | VdHK & Arge Grabenstetten              | 2023-03      |
| 12   | Atta-Höhle                                  | Rhénanie-du-Nord-Westphalie | Attendorn | 51° 07′ 32″ N, 7° 54′ 54″ E  | +006 670, m        | NC m               | VdHK & Arge Grabenstetten              | 2023-03      |
| 13   | Wulfbachquellhöhle (de)                     | Bade-Wurtemberg             | Jura franconien | 48° 02′ 30″ N, 8° 53′ 26″ E  | +006 583, m        | NC m               | VdHK & Arge Grabenstetten              | 2023-03      |
| 14   | Wildpalfen/Canyon 84-System                 | Bavière                     | |                              | +006 000, m        | +0395, m           | VdHK & Arge Grabenstetten              | 2023-03      |